# Tuomas Heikkilä
Tuomas Heikkilä , född 1998, är en finländsk orienterare, som tävlar för Helsingin Suunnistajat.
Heikkilä vann bronsmedaljer, dels i den individuella sprinten och dels i sprintstafett vid 2023 års EM i Italien.  Han blev tidigare samma år finländsk mästare i sprint och när han deltog i de svenska sprintmästerskapen kom han på femte plats.